# Хула (озеро)
Хула (івр. ‏חולה) — озеро в однойменній долині на півночі Ізраїлю, за 20 км на північ від Тиверіадського озера (Озера Кінерет).
Утворилось в результаті виверження вулкана. Брили застигшої лави перегородили шлях струмкам, що стікали з Ліванського хребта і Голанських висот, і впадина, що утворилася в цих місцях, стала поступово наповнюватися водою.
Між 1950 і 1958 роками почались меліораційні роботи. Озеро, площа якого становила 15 квадратних кілометрів, стало зменшуватися: близько 5000 га озера і його болотистого берега осушено. Лише невелика частина ділянки збережена як заповідник. Основними цілями робіт були збільшення площі орних земель і боротьба з малярією. Осушення озера і боліт призвело до серйозних екологічних проблем. Сільське господарство отримало 60 тисяч дунамів землі для обробки, але частина торфовищ горіла майже щоліта, а решта землі через якийсь час виснажилися, що зажадало внесення добрив. Хімікалії стали проникати в ґрунтові води і в озеро Кінерет. Дана проблема не тільки багаторазово примножила трудові витрати, що робило землеробство малорентабельним, але і загрожувала єдиному крупному природному водосховищу в Ізраїлі.
Реалізовано проект по відновленню природного заповідника «Емек-ха-Хула» («Долина Хула»), який тривав протягом семи років — з 1990-го по 1997 рік. В даний час роботи по осушенню визнані помилковими, і проводяться заходи щодо підйому рівня вод в долині. Все це принесло свої плоди — зменшилася кількість зимових повеней, повністю припинилися загоряння торфовищ, які вирували в цьому районі в минулому, припинилося просідання ґрунту, характерне для цих земель, скоротився збиток від пилових бурей.
Ці місця є одними з основних пунктів зупинки та відпочинку перелітних птахів з півночі на південь (в Африку) і назад. Фахівці налічують зараз не менше 200 їх видів. За сезон над долиною пролітає близько півмільярда птахів, в тому числі понад 100 000 журавлів. Частина птахів, включаючи більше 30 000 журавлів, залишаються зимувати в долині.

## Галерея

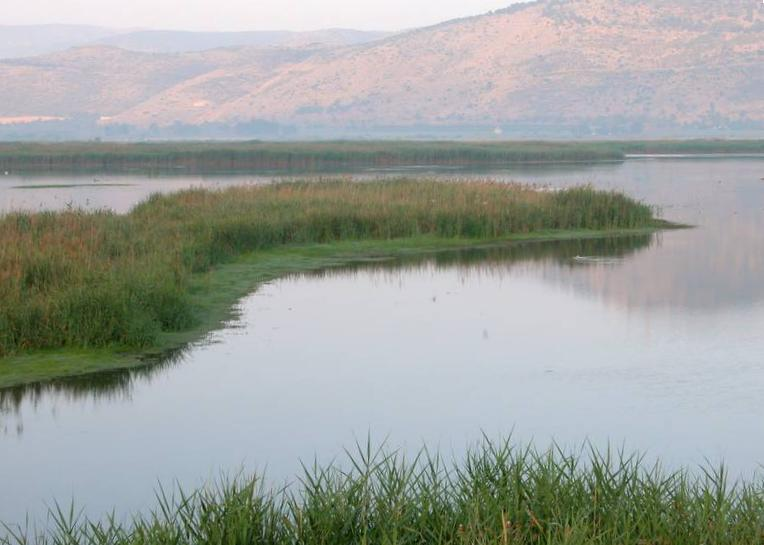
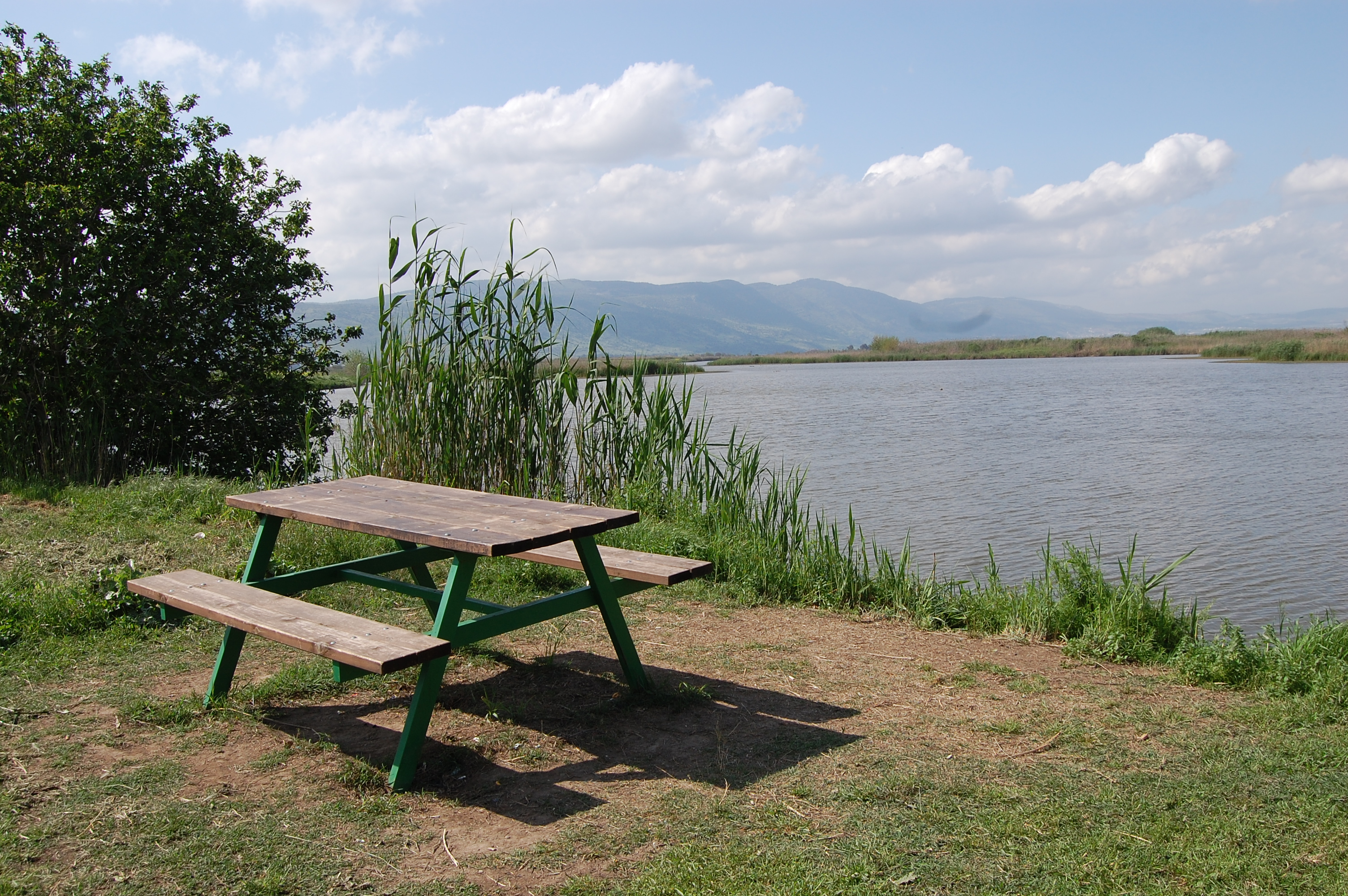
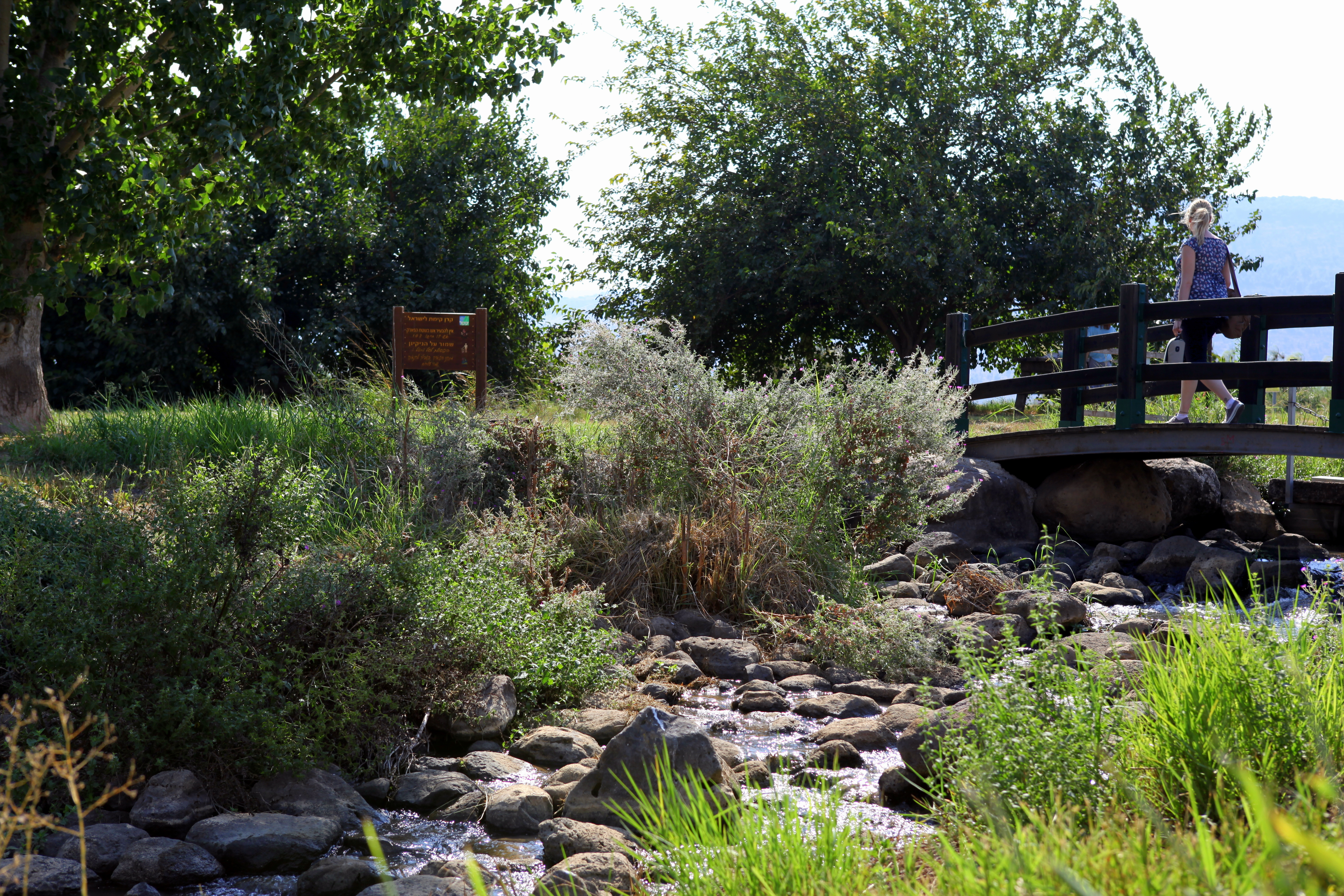
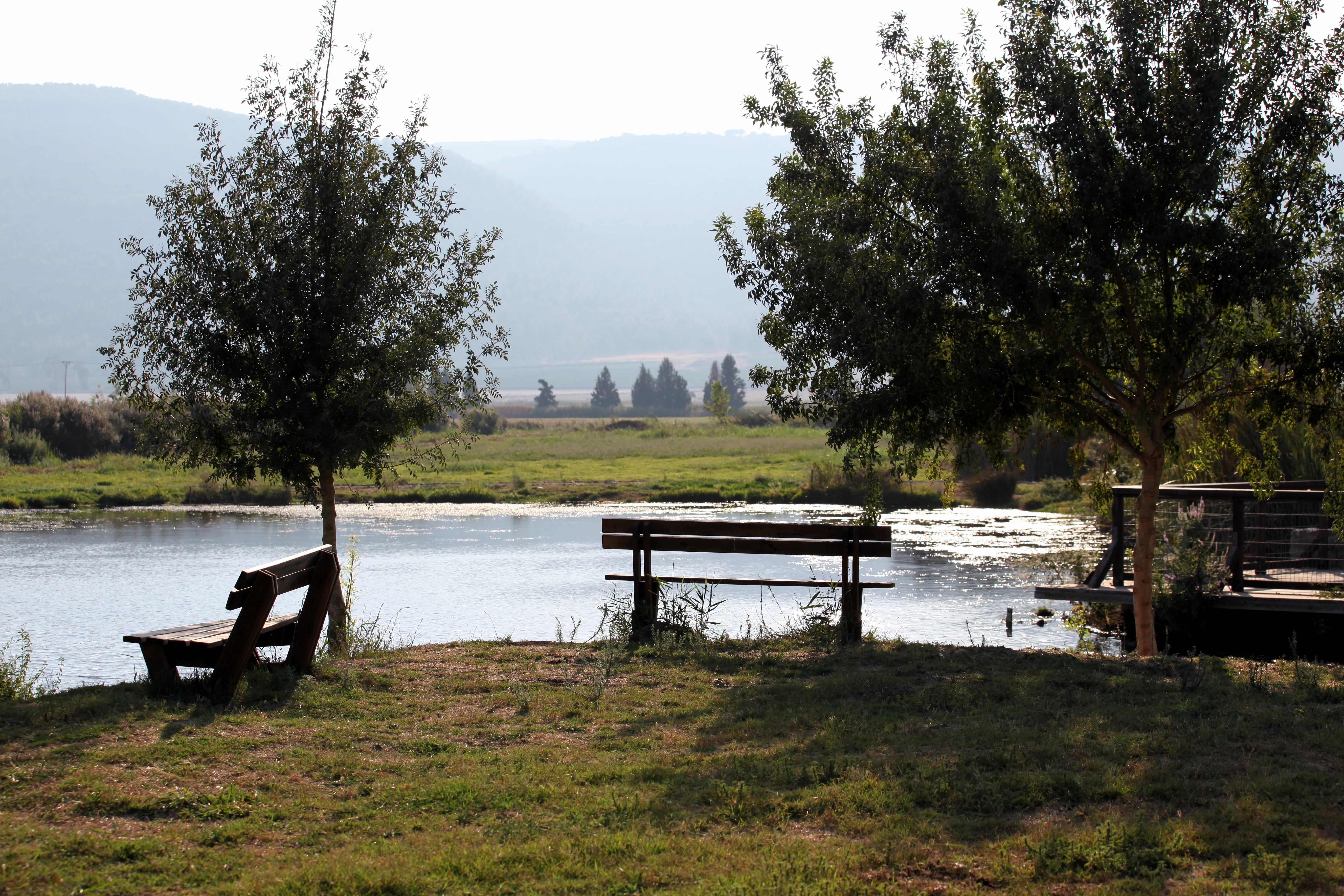
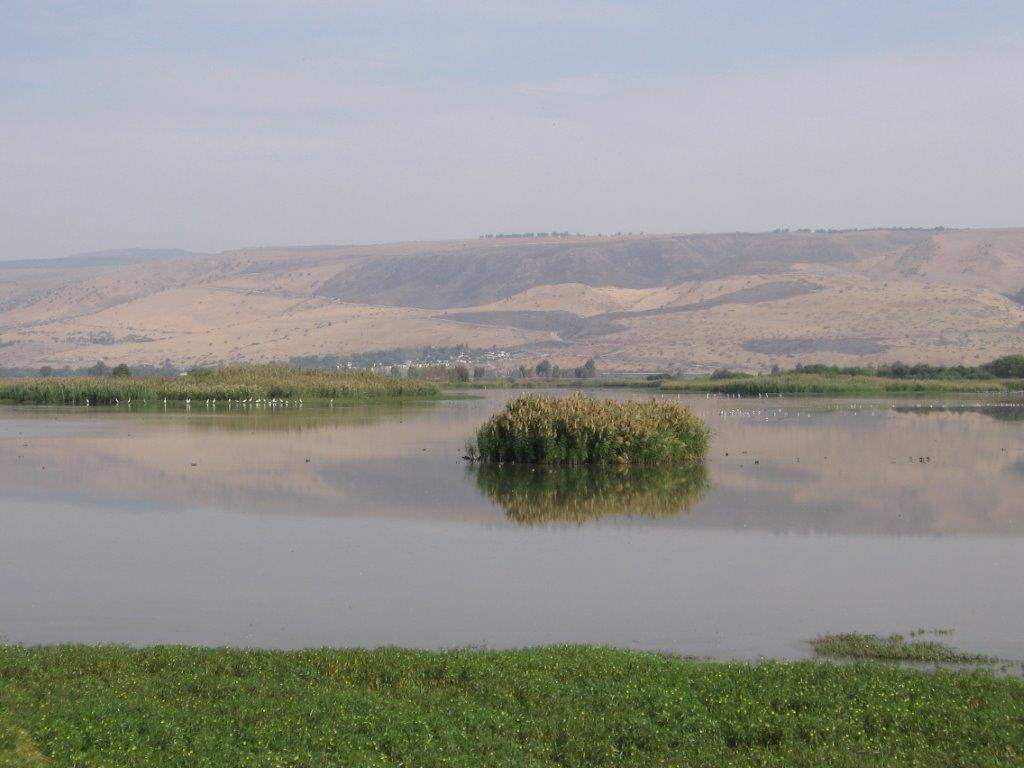
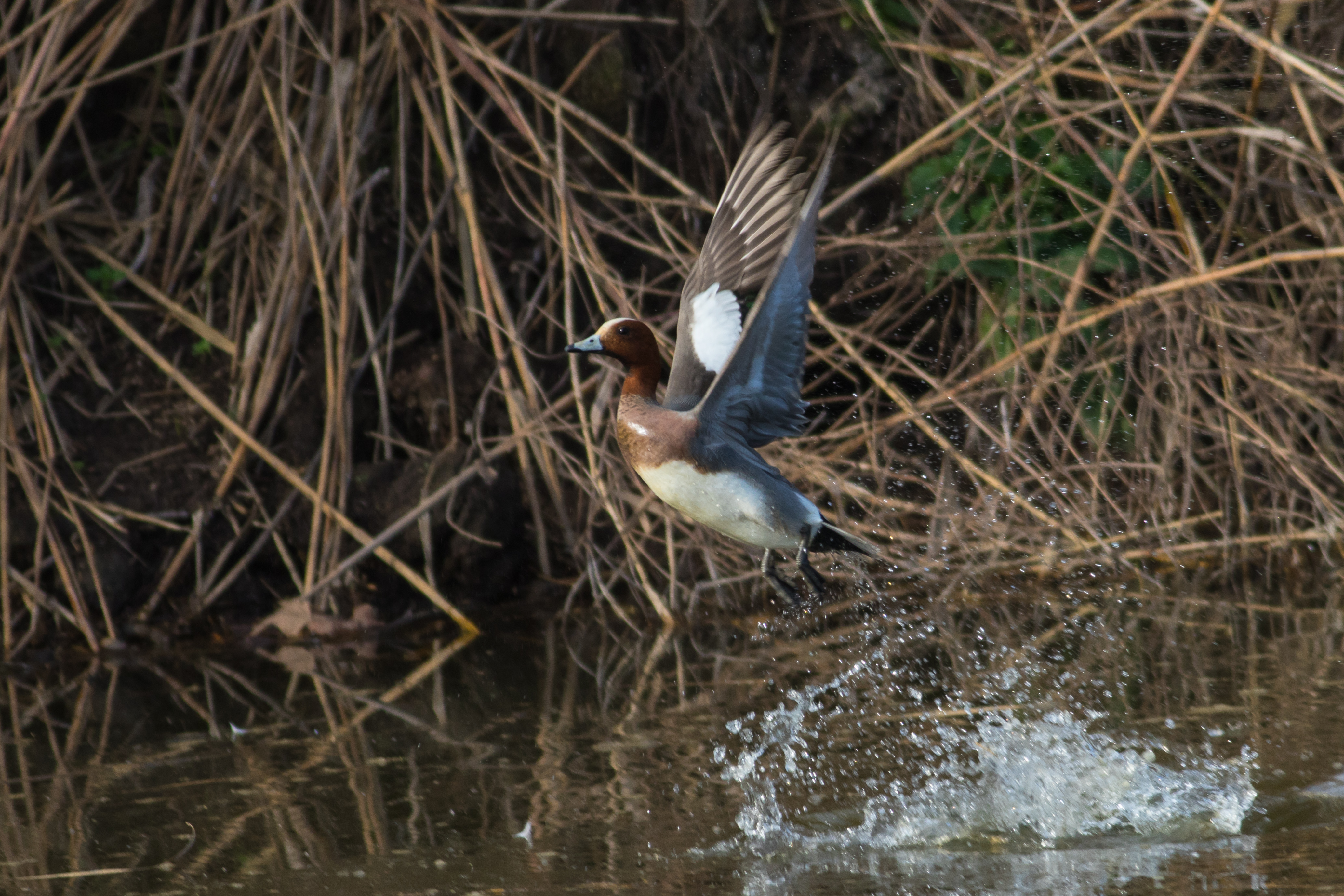
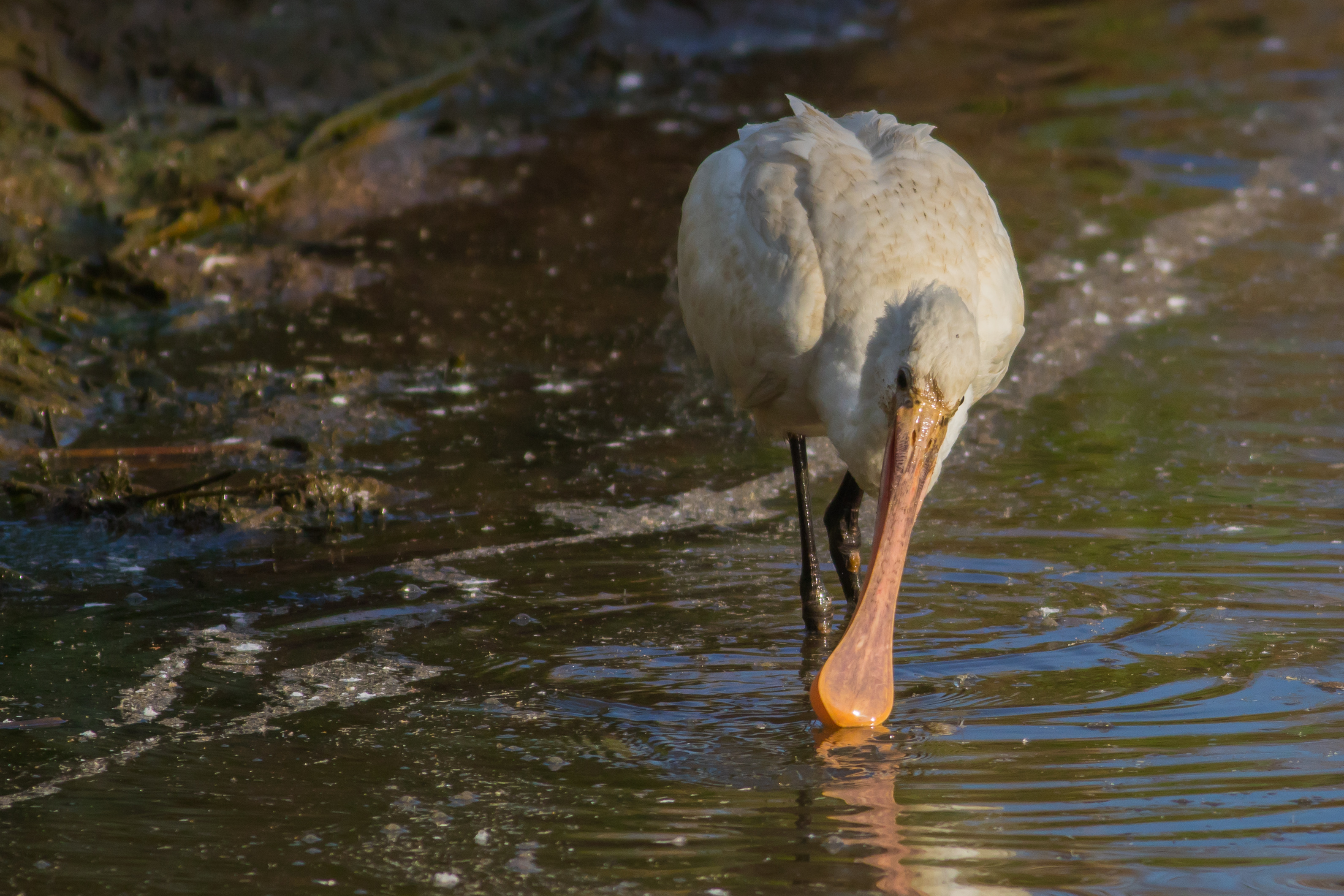
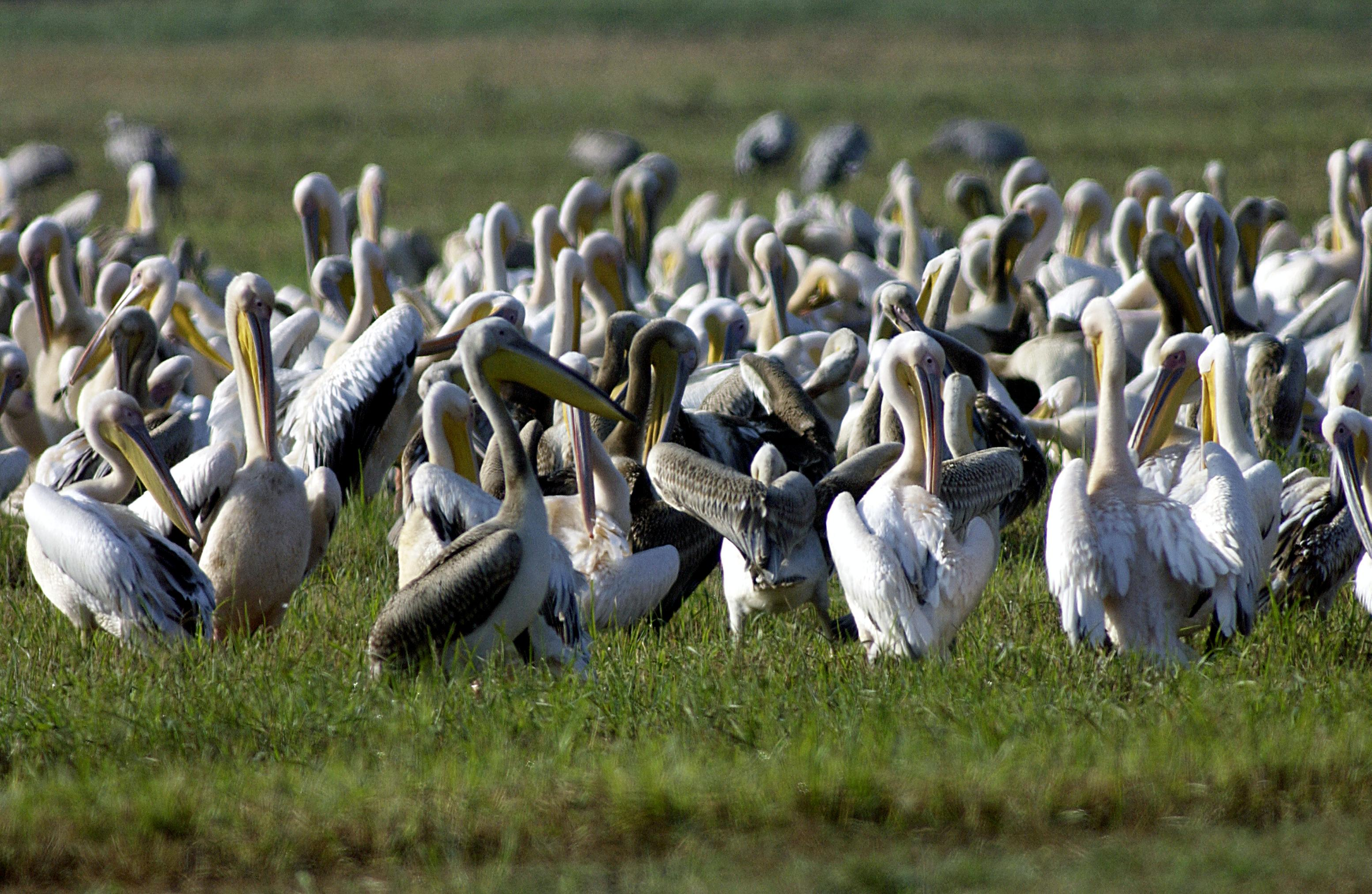
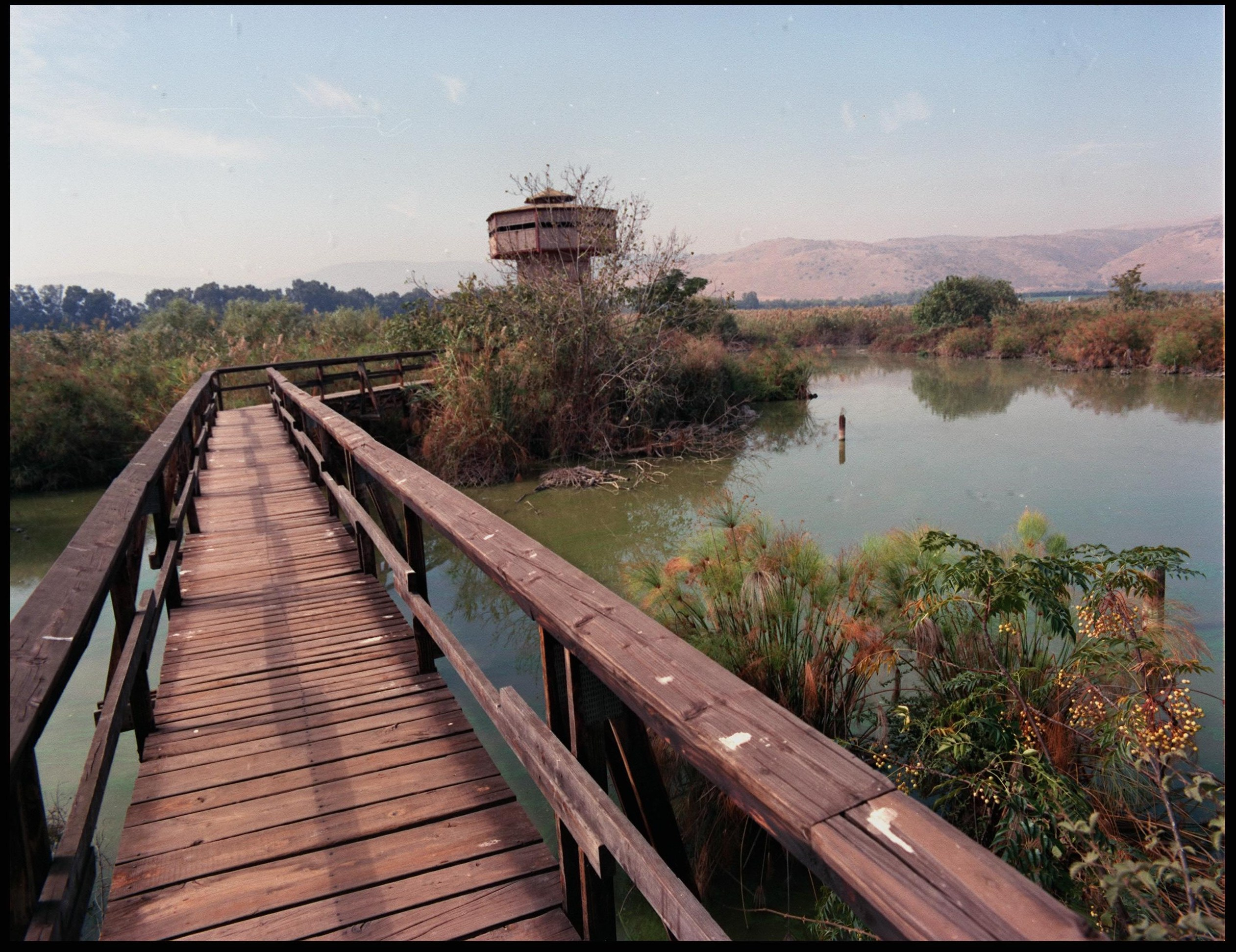